# Gehaktstaaf
Een gehaktstaaf is een gefrituurde staaf gehakt, gemaakt van kippenvlees (vaak separatorvlees), varkensvlees, varkensvet en paardenvlees. Aan het gehakt zijn verschillende soorten groenten toegevoegd, onder meer ui, prei en paprika.
Doordat er gebruik wordt gemaakt van varkensvet, plantaardige olie en plantaardig vet heeft een gehaktstaaf een vetpercentage van ongeveer 25%.